# Geribbelde satijnzwam
De geribbelde satijnzwam (Entoloma undatum) is een schimmel uit de familie Entolomataceae. Hij leeft saprotroof, tussen bladeren, meestal van Fagus op matig voedselrijke leem, klei of zand.

## Naamgeving
Dit wetenschappelijke naam werd gepubliceerd  in 1876 door Claude-Casimir Gillet als Clitopilus undatus. De huidige naam, erkend door Index Fungorum, werd er in 1978 aan gegeven door Meinhard Michael Moser.

## Kenmerken
Hoed
De hoed heeft een diameter van 0,8 tot 4 cm. De vorm, aanvankelijk convex, daarna plat convex of concaaf en al vrij snel hierna trechtervormig. De hoedrand is aanvankelijk sterk gebogen, daarna gestrekt en licht golvend. Het is niet hygrofaan, ondoorzichtig en niet-gestreept als het nat is. Donker grijsbruine kleur, vervaagt met de jaren, soms vaal grijsbruin vanaf het begin. Het oppervlak is dicht radiaal gefibrilleerd, met zilvergrijze fibrillen, met een of meer concentrische zones. Het is glanzend, vooral als het droog is.
Lamellen
De lamellen zijn 20-35 in aantal. Er zijn interlamellen. De kleur is eerst grijs of bruin, dan roze.
Steel
De steel heeft een lengte van 1 tot 3 cm, dikte 1 tot 6 mm. De vorm is cilindrisch of licht afgeplat. De steel is soms iets verbreed aan de basis. De steel is aanvankelijk vol, daarna hol. Het oppervlak is lichtbruin tot geelachtig bruin, veel lichter dan de hoed, glad of licht witachtig, vooral in het bovenste gedeelte.
Vlees
Het vlees is dun, witgrijs tot grijsbruin van kleur, met een licht kruidige of bloemige geur en een melige/radijs smaak.

### Microscopische kenmerken
De sporen zijn vijfhoekig, in zijaanzicht iets hoekig en meten 7–10 × 6–7 μm. De basidia zijn 4-sporig, met gespen en meten 22–35 (–45) × 7–12 μm. De cheilocystidia zijn cilindrisch, schaars en verspreid en meten 25–60 × 3,5–8 μm. De hyfen in de hoed zijn cilindrisch, tot 15 μm breed, met gezwollen knotsvormige eindelementen.

## Verspreiding
In Europa komt de geribbelde satijnzwam wijdverspreid voor. Het verspreidingsgebied sterkt zich uit van Spanje tot de noordelijke uiteinden van het Scandinavisch schiereiland en Finland, ook in IJsland. Hij is afwezig in Zuidoost-Europa. Buiten Europa is het voorkomen ervan slechts op één plaats in Australië gerapporteerd. Hij komt voor van laagland tot in de bergen. 
In Nederland komt de geribbelde satijnzwam algemeen voor. Hij staat niet op de rode lijst en is niet bedreigd.

## Foto's

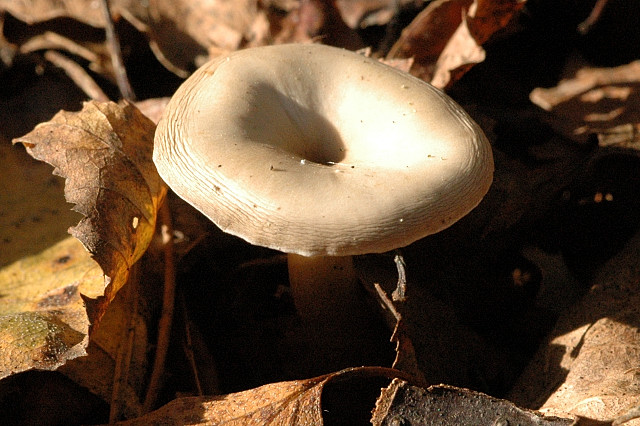
hoed
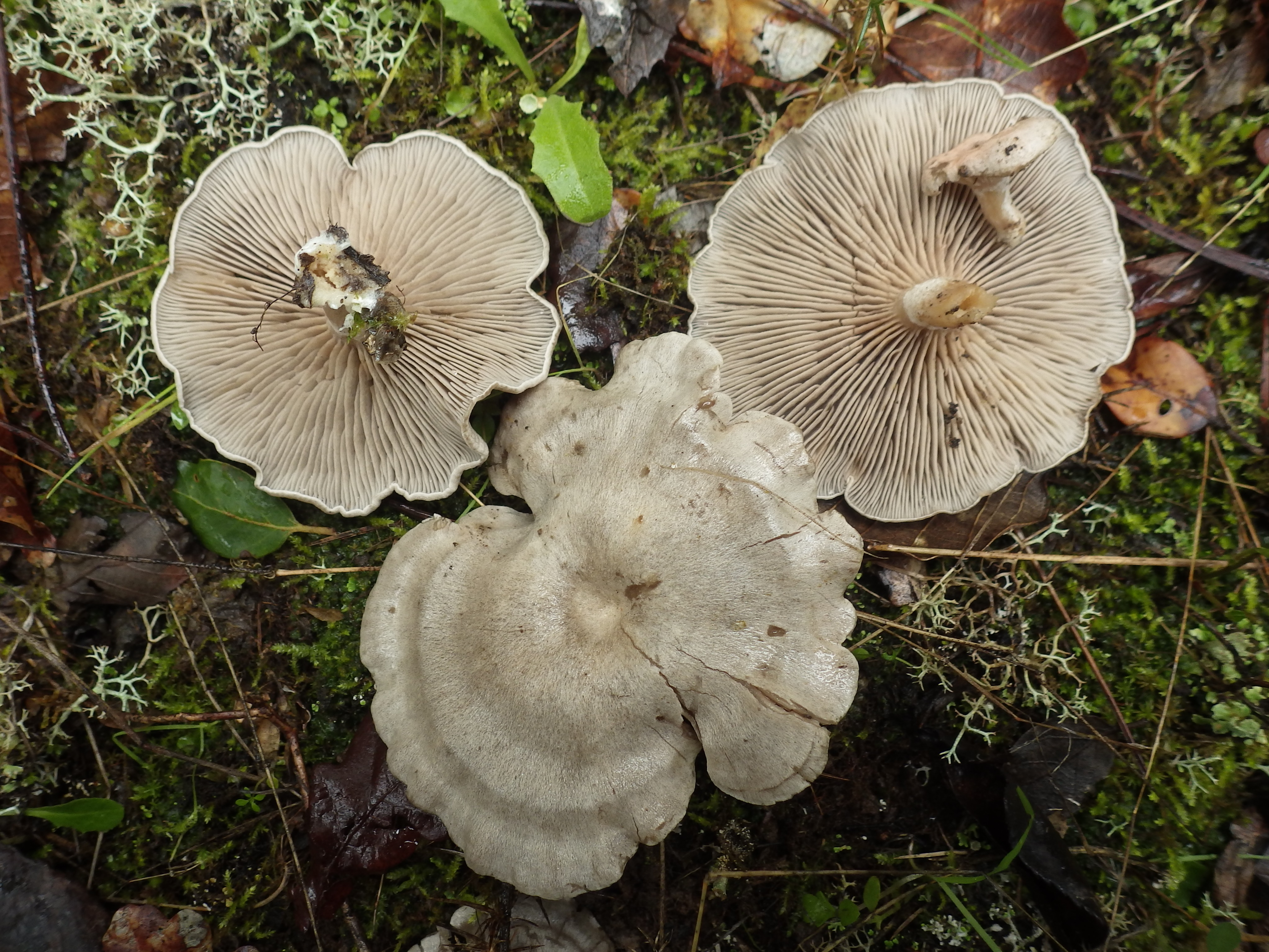
meerdere exemplaren